# Red&White
Red&White（レッドアンドホワイト）は日本の3人組プログレッシブロックインストユニット。

## 概要
2014年に音楽セミナーライブで共演した野口雅彦と東郷コウヘイの二名で結成され、横浜を中心とし都内でも活動している。アカデミックかつテクニカルなインストゥルメンタル楽曲は、ドラマー・ギタリストといった同職のみならず、多くの音楽ファンからの支持を得る。
2016年、佐藤崇をベーシストとして迎えスリーピースバンドとなった。
バンド名「Red&White」は『白地に赤く』という歌詞に由来している。

## 来歴
- 2014年、東郷コウヘイ、野口雅彦により結成。
- 2016年11月、ベースの佐藤崇が加入。
- 2019年5月、初のDL配信アルバム『A command for the union』をリリース。[1]

## メンバー

### 東郷コウヘイ（Gt）
- 作曲家、技巧派ギタリスト
- 製作される楽曲のほぼ全てを担当している
- 35フレッドギター奏者

### 野口雅彦(Dr)
- セーラドラムスタジオ講師
- アグレッシブかつ情緒的なテクニックとセンスを持っている
- 『霧山』の原曲者

### 佐藤崇(B)
- テクニックのみならずジャンルを超えた独自性溢れるベーシスト

## ライブ
| 日程           | 会場                |
| -------------- | ------------------- |
| 2014年12月30日 | 横浜7thAVENUE       |
| 2015年2月12日  | 横浜7thAVENUE       |
| 2015年6月8日   | 四谷Out break       |
| 2015年6月16日  | 横浜7thAVENUE       |
| 2015年7月2日   | 横浜7thAVENUE       |
| 2015年7月23日  | 四谷Out break       |
| 2015年10月12日 | 横浜7thAVENUE       |
| 2015年11月25日 | 四谷Out break       |
| 2016年3月4日   | 四谷Out break       |
| 2016年6月13日  | 横浜7thAVENUE       |
| 2016年10月28日 | 横浜7thAVENUE       |
| 2016年11月22日 | 新宿Wild side Tokyo |
| 2017年1月17日  | セ・ラ・ヴィ        |
| 2017年12月25日 | 横浜7thAVENUE       |
| 2018年5月2日   | 横浜7thAVENUE       |
| 2018年12月26日 | 横浜7thAVENUE       |
| 2019年5月15日  | 横浜7thAVENUE       |